# Водна щитомуцунеста змия
Водна щитомуцунеста змия (Agkistrodon piscivorus), наричана също флоридска памукоуста змия, е вид змия от семейство Отровници (Viperidae). Видът не е застрашен от изчезване.

## Разпространение и местообитание
Разпространен е в САЩ.
Среща се на дълбочина около 1 m.

## Описание
Продължителността им на живот е не повече от 24,5 години. Популацията на вида е стабилна.